# The Eternal (album)
Pour les articles homonymes, voir Eternal.
Albums de Sonic Youth
SYR8: Andre Sider Af Sonic Youth
(2008)
The Eternal est le seizième album studio du groupe de musique new-yorkais Sonic Youth sorti en juin 2009. Il s'agit du premier disque du groupe publié chez le label Matador Records. La dessin de la pochette est une reproduction d'une œuvre de John Fahey, Sea Monster (1998).

## Titres
1. Sacred Trickster - 2:11
2. Anti-Orgasm - 6:08
3. Leaky Lifeboat (For Gregory Corso) - 3:32
4. Antenna - 6:13
5. What We Know - 3:54
6. Calming the Snake - 3:35
7. Poison Arrow - 3:43
8. Malibu Gas Station - 5:39
9. Thunderclap for Bobby Pyn - 2:38
10. No Way - 3:52
11. Walkin Blue - 5:21
12. Massage the History - 9:43

### Titre supplémentaire de la versioniTunes
1. Burning Shame - 3:54

### Titres supplémentaires des éditionsbrésilienneetjaponaise
1. Pay No Mind (reprise de Beck) - 3:04
2. No Garage (reprise de Jay Reatard) - 3:48

## Composition du groupe
- Kim Gordon - Basse/Chant
- Mark Ibold - Basse
- Thurston Moore - Guitare/Chant
- Lee Ranaldo - Guitare/Chant
- Steve Shelley - Batterie/Percussions